# Vö.
A vö. (latinul: cf.) a vesd össze (confer) kifejezés rövidítése, főként formális szövegkörnyezetben, tudományos igényű tanulmányokban, lexikonokban alkalmazzák, a téma szempontjából közvetlenül releváns hivatkozások előtt.
A binominális nomenklatúrában a species neve elé helyezve azt fejezi ki, hogy a példány nehezen azonosítható bizonyos nehézségek miatt, például mert nem jól őrződött meg. A taxonómiában lehetséges azonosságot vagy nagymértékű hasonlóságot is jelenthet. Például a „Diptera: Tabanidae, cf. Tabanus” azt jelenti, hogy a szerző biztos a rendben és a családban, de csak feltételezi a genust és nincs információ, mely egy bizonyos fajt részesít előnyben. Olykor – főleg lexikonokban – a megelőző szó eredetére való utalást vezet be, vagyis megmutatja, hogy egy kifejezésnek honnan származik a jelentése.